# CZ 50
A vz. 50 (também conhecida como CZ 50) é uma pistola semiautomática de ação dupla fabricada na Tchecoslováquia. Vz é uma abreviação do termo tcheco (e eslovaco) "vzor", que significa modelo.

## História
Após a Segunda Guerra Mundial, o Ministério do Interior da Tchecoslováquia solicitou um novo projeto de pistola da Česká zbrojovka Uherský Brod.
A arma resultante foi compartimentada em .32 ACP e projetada por dois irmãos Jan e Jaroslav Kratochvíl.

## Projeto
A vz. 50 combinava elementos da Walther PP e da PPK. A pistola é alimentada por um carregador monofilar com capacidade para 8 cartuchos, localizado dentro do punho revestido de baquelite. Pequenas miras fixas estão localizadas na parte superior do ferrolho.
A pistola funciona pelo princípio do blowback. A pressão do gás da pólvora queimada força simultaneamente o estojo do cartucho e o ferrolho para trás, forçando a bala para a frente no cano.
Após atingir o final de seu curso para trás, a mola recuperadora retorna o ferrolho para sua posição frontal, retirando e carregando um novo cartucho do carregador ao mesmo tempo, deixando a arma pronta para disparar novamente.
O cão e o gatilho são operados por ação simples e dupla.

## Produção
As vz. 50 eram vendidas comercialmente, mas a maioria era distribuída para agências policiais sob o controle do Ministério do Interior.
Elas foram produzidas inicialmente em Strakonice e, posteriormente, em Uherský Brod.
A fabricação terminou em 1970 com o refinamento da pistola em um novo modelo conhecido como vz. 70.

### Marcações

#### Números de série
Os números de série começam em 650001, continuando a partir da série descontinuada vz. 27.
As pistolas fabricadas na fábrica de Strakonice terminam na faixa de 740000.
As pistolas fabricadas em Uhersky Brod têm números de série de 5 dígitos precedidos por uma letra (que pode mudar no meio de uma série numérica).

#### Carimbo de data
Na vz. 70, os dois últimos dígitos do ano de fabricação são estampados na parte traseira esquerda do ferrolho, próximo ao carimbo de prova (um leão sobreposto a um "N").

#### Selo de propriedade do governo
As vz. 50 com um carimbo de espadas cruzadas indicam que eram propriedade do governo.

## Variantes
Em 1970, uma atualização da vz. 50 foi lançada com pequenas mudanças estéticas e melhorias internas, chamada de vz. 70 (também conhecida como CZ 70).

## Operadores
- Tchecoslováquia
- Síria: Exército Árabe Sírio[3]